# 渋河兼忠
渋河 兼忠（しぶかわ かねただ、生年不詳 - 建仁3年9月2日（1203年10月8日））は、平安時代後期から鎌倉時代の武将。刑部丞。子に渋河兼守か。渋川兼忠とも。

## 人物
上野渋河荘（現渋川市）の人物。娘を鎌倉幕府の有力御家人、比企能員に嫁がせているが、建仁3年（1203年）9月2日、比企能員の変が起こり、その夜誅殺された。